# Рашель Лефевр
Рашель Марі Лефевр (англ. Rachelle Marie Lefèvre, [ləˈfɛv], фр. [ʁaʃɛl maʁi ləfɛvʁ]; нар. 1 лютого 1979) — канадська акторка.

## Біографія
Народилася та виросла в Монреалі провінції Квебек у Канаді. Батько вчитель англійської мови, а мати психологиня. Її батько має французьке та ірландське коріння, а батьки її матері за походженням були євреями. Її вітчим – рабин. З дитинства вона добре знає англійську та французьку мови.
Вивчала художню творчість у коледжі Доусона, грала в театрі протягом двох років у Натікській школі (штат Массачусетс). Відвідувала кафедру освіти та літератури в Університеті Макгілла, однак так і не отримала диплом.

## Кар'єра
Лефевр працювала офіціанткою в суші-ресторані в Монреалі, поки клієнт-продюсер не допоміг їй отримати прослуховування у ситкомі. У 1999 році вона отримуала дзвінок від режисера на участь у канадському серіалі «Томмі-перевертень».
2002 року з'явилася у фільмі «Визнання небезпечної людини», режисера Джорджа Клуні. 
У 2004 році переїхала до Західного Голлівуду, штат Каліфорнія, і практично відразу її помітив Чез Палмінтері та запросив у фільм «Ноель». Лефевр зіграла у численних телевізійних серіалах, у тому числі: «Від 16 і старше», «Зачаровані», «Вероніка Марс» та інші.
2008 року грає вампірку Вікторію у фільмі «Сутінки». Вона спеціально дивилася ролики про левів на YouTube, щоб зрозуміти їх характер та діяти у фільмі як справжня хижачка. Однак у продовженні «Сутінки. Сага. Затемнення» у ролі Вікторії її замінила Брайс Даллас Говард.
У 2009 році Лефевр з'явилася в мінісеріалі CBC The Summit, знятому в Онтаріо, і завершила фільм Казино Джек з Кевіном Спейсі в головній ролі. У Казіно Джек вона грає Емілі Дж. Міллер, колишню прессекретаку конгресмена США Тома ДеЛея, який допоміг засудити лобіста Джека Абрамоффа (Кевіна Спейсі) у політичному скандалі за участю індіанських племен.
Лефевр з'явилася у фільмі "За версією Барні", екранізації відзначеного нагородами канадського роману Мордехая Ріхлера. Лефевр грає Клару, маніакально-депресивну поетесу-феміністку, яка стає першою дружиною головного героя Барні Панофскі (Пол Джаматті). Сцени за її участю були зняті у Римі у серпні 2009 року. Виробництво тривало на місці в Монреалі та Нью-Йорку. Незабаром після зйомок, у листопаді 2009 року, Лефевр знялася у трилері «Гість» у Пуерто-Рико разом із акторами Лорний Рейвер та Стівеном Мойєром. Вона замінила Бріттані Мерфі, яка вийшла із проєкту.
Лефевр з'явилася в пілотному епізоді серіалу ABC «На самому дні» 21 січня 2010 року. Вона знялася в серіалі "Без координат" у ролі доктора Раян Кларк, молоду лікарку, яка працює в американській медичній клініці. Розроблений творчинею Анатомії Грея Шондою Раймс, серіал було знято на Гаваях, він дебютував 12 січня 2011 року і тривав 13 епізодів, а потім його скасували.
Лефевр була голосом 31-ї щорічної премії Genie Awards у березні 2011 року разом із Вільямом Шетнером. Вона також зіграла роль у пілоті NBC «Реконструкція» (робоча назва: «Перетин»), драми, знятої під час громадянської війни у США. Лефевр грає Анну, вдову, яка завела роман із солдатом.
У 2011 році Лефевр взяла участь у зйомках телесеріалу CBS «Обдарована людина», де зіграла лікарку. Починаючи з червня 2013 року, Лефевр знялася у трилері CBS «Під куполом», заснованому на бестселері 2009 року з однойменною назвою Стівена Кінга. Серіал тривав три сезони і закінчився у вересні 2015 року.
У 2017 році Лефевр приєдналася до знімальної групи серіалу «Мері вбиває людей» у 2-му сезоні, прем'єра якого відбулася у січні 2018 року. У серіалі Лефевр грає Олівію, сестру жертви з першого сезону, яка намагається шантажувати Мері.
У 2019 році вона зіграла головну роль Медлін Скотт у юридичній драмі Fox «Доведена невинність». Шоу було скасовано через один сезон.

## Особисте життя
Одружена. Має двох дітей

## Фільмографія

### Кіно
- 2000 — Зірковий статус (Stardom) — Катерина
- 2001 — Пробудження смерті (Dead Awake) — Боум
- 2002 — Покинутий (Abandon) — Ігер Бівер
- 2002 — Визнання небезпечної людини (Confessions of a Dangerous Mind) — Тувія (25 років)
- 2003 — Шалений коледж (Hatley High) — Гіацинт Маргуз
- 2004 — Ноель (Noel) — Голлі
- 2004 — Голова у хмарах (Head in the Clouds) — Еліс У титрах не вказано
- 2005 — Смерть на річці (The River King) — Керлін Ліндер
- 2007 — Уламки (Fugitive Pieces) — Наомі
- 2008 — Сутінки (Twilight) — Вікторія
- 2009 — Американське літо (American Summer) — Лаура
- 2009 — Сутінки. Сага. Молодий місяць (The Twilight Saga: New Moon) — Вікторія
- 2010 — За версією Барні (Barney's Version) — Клара Чарнофскі
- 2010 — У павутинні закону (The Deep End) — Кеті Кемпбелл
- 2011 — Гість (The Caller) — Мері Кі
- 2012 — Омерта (Omertà) — Софі
- 2013 — Штурм Білого дому (White House Down) — Мелані
- 2013 — Останній рубіж (Homefront) — Сьюзан Гетч

### Телебачення
- 1999 — Томмі-перевертень (Big Wolf on Campus) — Стейсі Генсон (22 епізоди)
- 1999 — Роздягнений (Undressed) — Енні Ісліс (1 епізод)
- 1999 — Легенда Сонної Лощини (The Legend of Sleepy Hollow) — Катріна Ван Тісл Телефільм
- 2000 — Голод (The Hunger) — жінка (1 епізод)
- 2003 — Ларго (Largo Winch) — Катаріна (1 епізод)
- 2003 — Зачаровані (Charmed) — Олівія Келуей (1 епізод)
- 2003 — Зверніться до Джейн (See Jane Date) — Елойс Телефільм
- 2003 — Зустрічаючи та проводжаючи (Picking Up & Dropping Off) — Джорджія Телефільм
- 2006 — Вероніка Марс (Veronica Mars) — Марджері (1 епізод)
- 2008 — C.S.I.: Місце злочину Нью-Йорк (CSI: NY) —  Девон Нексворд (1 епізод)
- 2005 — Від 16 і старше (Life on a Stick) — Лілі (13 епізодів)
- 2007 — Шукач (The Closer) — Мішель Морган (1 епізод)
- 2005 — Кістки (Bones) — Емі Мортон (1 епізод)
- 2007 — Як я зустрів вашу маму (How I Met Your Mother) — (Сара 1 епізод)
- 2006 — Клас (Class) —  Сьюї (2 епізоди)
- 2006-07 — Що про Брайана What About Brian) — Гізер (11 епізодів)
- 2008 — Місто свінгерів (Swingtown) — Мелінда (4 епізоди)
- 2008 — Життя на Марсі (Life on Mars) — Ені Картуайт
- 2009 — Чи знаєте ви мене (Do You Know) — Me Ельза Картер; Софі Мардзаретті
- 2011 — Без координат (Off the Map) — доктор Раян Кларк (13 епізодів)
- 2011-12 — Обдарована людина (A Gifted Man) — доктор Кейт Сікора (14 епізоді)
- 2013-15 — Під куполом (Under the Dome) — Джулія Шамуей (39 епізодів)
- 2017 — Електричні сни Філіпа К. Діка (Philip K. Dick's Electric Dreams) —  (Кеті 1 епізод)
- 2018 — Мері вбиває людей (Mary Kills People) — Олівія Блум (6 епізодів)
- 2019 — Доведена невинність (Proven Innocent) — Медлін Скотт (10 епізодів)